# Lorenz-puska
A Lorenz-puska vagy 1854 M gyalogsági puska osztrák tervezésű és gyártású lőfegyver volt a 19. század közepén. 1855-ben állították hadrendbe és ezután 1859-ben a piemonti háborúban, 1864-ban a második schleswig-holsteini háborúban és 1866-ban a porosz–osztrák–olasz háborúban használták. Export révén utat talált az Amerikai Egyesült Államokba és az Amerikai Konföderációs Államokba, így használták az amerikai polgárháború harcaiban is.

## Története
A Lorenz-puskát Joseph Lorenz ausztriai hadnagy tervezte. Próbadarabjait 1854-ben gyártották, és 1842 óta ez lett az első kizárólag Ausztriában gyártott gyalogsági tűzfegyver. A kereslet jóval meghaladta az Ausztriában levő állami fegyvergyárak kapacitását, így a gyártás nagyját magáncégek hajtották végre. A cégek közül sokan nem rendelkeztek megfelelő gépekkel és tudással a rendkívüli precíziót igénylő, igen modern fegyverhez, s ennek következtében a Lorenz-puskák minősége igen változó volt. Az űrméretben is tetten érhető volt a központi irányítás hiánya miatti eltérés. Emiatt gyakran túl sok rés maradt a lőszer és a cső belső része között, amely rossz hatásfokot eredményezett.
Az előd 1842 M Augustin gyalogsági muskéta felváltásával a Lorenz lett 1855-ben az osztrák katonák rendszeresített hadipuskája. Az Augustinnal szemben élvezett technológiai fejlettsége ellenére a Lorenz szolgálatba lépése késést szenvedett, és a taktikában és a kiképzésben uralkodó konzervativizmus miatt néha eredménytelenül használták. 1859-ben a piedmonti háborúban nem minden osztrák egység kapott Lorenz-fegyvert.

### A tervezési lépések
A Lorenz-puska csappanytyús lakatszerkezetű elöltöltős fegyver volt, hasonlatos a brit 1853 mintájú Enfieldhez, vagy az amerikai 1861 mintájú Springfield huzagolt csövű puskához. A 95 cm-es csövet három rögzítőgyűrű tartotta a helyén és rendkívül szilárd volt, ellentétben például az 1857 mintájú Vereinsgewehrrel. A kaliber .5473 hüvelykes volt, vagyis 13.9 mm, mely valamivel kisebb volt a .577 hüvelykes Enfieldnél és a .58 hüvelykes későbbi Springfieldeknél.
A fegyver tusa bükkfából, vagy néha dióból készült.

## Használat
A Lorenz-puskát első ízben az 1859-es Szárd–francia–osztrák háborúban alkalmazták, később pedig a Balkán-félsziget konfliktusaiban. Az eredeti 1854-es modellt 1862-ben egy továbbfejlesztett verzió váltotta fel az osztrák hadseregnél. Ez az 1862-es variáns főként az 1866-os Porosz–osztrák–olasz háborúban alkalmazták, ahol kiderült, hogy a poroszoknál rendszeresített Dreyse-puska tűzgyorsaságban jelentősen felülmúlta. A háború után létrejövő Osztrák–Magyar Monarchia körülbelül 70 000 Lorenz-puskát alakított át Wänzl rendszerű hátultöltős puskává, míg le nem gyártottak elegendő M1867 Werndl-Holub puskát a teljes hadsereg átfegyverzésére.
A poroszok nagy mennyiségű Lorenz-puskát zsákmányoltak a háborúban. Ebből 35 599-et átalakítottak Zündnadel-Defensionsgewehr Ö/M (M1854/II System Lorenz) puskává és a Landwehr egységeknek adták, melyek aztán az 1870-ben kitörő Porosz–francia háborúban vettek alkalmazásba.
A 19. század végén a maradék Lorenz-puskákat Afrikába exportálták cserekereskedelem céljára.

## Fordítás
- Ez a szócikk részben vagy egészben  a   Lorenz rifle című angol Wikipédia-szócikk ezen változatának fordításán alapul.  Az eredeti cikk szerkesztőit annak laptörténete sorolja fel. Ez a jelzés csupán a megfogalmazás eredetét és a szerzői jogokat jelzi, nem szolgál a cikkben szereplő információk forrásmegjelöléseként.